# Premi Noma de Literatura

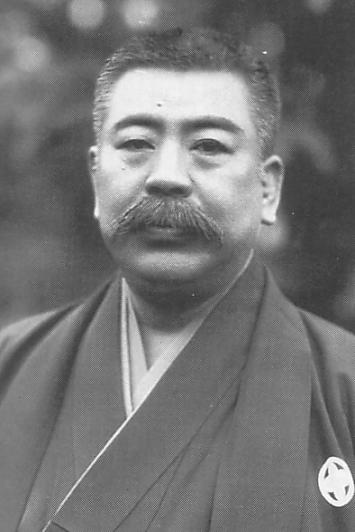
Fotografia de Seiji Noma, autor del qual el premi en pren el nom.

El Premi Noma de Literatura es va establir el 1941, en homenatge a Seiji Noma (1878-1938), fundador i president de Kodansha, editorial que publica llibres i mangas. El Premi Noma té diverses categories, inclosa la no-ficció.